# جون إف. دوفي
جون إف. دوفي (بالإنجليزية: John F. Duffy) هو محامي أمريكي، ولد في 22 نوفمبر 1963.